# Timonya anneae
Timonya anneae Cisneros et al., 2015 è un anfibio temnospondilo estinto, appartenente agli dvinosauri. Visse nel Permiano inferiore (circa 279-275 milioni di anni fa) e i suoi resti fossili sono stati ritrovati in Sudamerica.

## Descrizione
Questo animale, come tutti gli dvinosauri, possedeva un aspetto vagamente simile a quello di una salamandra. Il corpo era allungato e le zampe erano corte, mentre il cranio era di forma triangolare se visto dall'alto, e appiattito dorsoventralmente. Timonya si distingueva dagli altri dvinosauri per alcune caratteristiche uniche (autapomorfie): assenza di muso prenariale formato dalla premascella, parietali meno ampi dello spazio interorbitale, ampiezza massima dell'osso parietale quasi identica a quella dell'osso supratemporale, condili occipitali allo stesso livello del margine posteriore del tetto cranico, presenza di un'area postglenoide ben sviluppata sulla mandibola (molto più lunga della fossa glenoide se vista dall'alto), presenza di un opistotico ossificato. 
Oltre a queste caratteristiche uniche, Timonya si distingueva da animali simili come Tupilakosaurus per un insieme di caratteri, come le narici vicine alla linea mediana del cranio, le corna tabulari di forma triangolare o squadrata e piuttosto sviluppate, i rami palatali e quadrati dello pterigoide fortemente differenziati l'uno dall'altro al livello del corpo pterigoideo, la presenza di un forame allungato per l'arteria carotide interna presente sulla superficie ventrale del parasfenoide. Timonya era inoltre caratterizzato dall'assenza di zanne nella sinfisi mandibolare e dalla presenza di un forame parasinfisiale su entrambi i lati della sinfisi mandibolare per alloggiare le zanne vomerine quando la bocca era chiusa.

## Classificazione
Timonya era un rappresentante degli dvinosauri, un gruppo di temnospondili piuttosto arcaici, solitamente di dimensioni medio - piccole. Lo stesso Timonya non superava la lunghezza di qualche decina di centimetri allo stadio adulto. Timonya anneae venne descritto per la prima volta nel 2015, sulla base di alcuni fossili (un esemplare adulto quasi completo e alcuni esemplari giovani) rinvenuti nella formazione Pedra de Fogo nel Brasile nordorientale. L'olotipo è stato ritrovato nei pressi di Timon (Maranhão), mentre altri esemplari sono stati rinvenuti presso Nazaria (Stato di Piaui). Secondo un'analisi filogenetica degli autori della prima descrizione, Timonya sembrerebbe essere parte di un clade di dvinosauri comprendente anche Acroplous, Isodectes, Dvinosaurus e i tupilakosauridi. Un altro dvinosauro proveniente dalla stessa formazione di Timonya è Procuhy, appartenente però alla famiglia dei trimerorachidi.

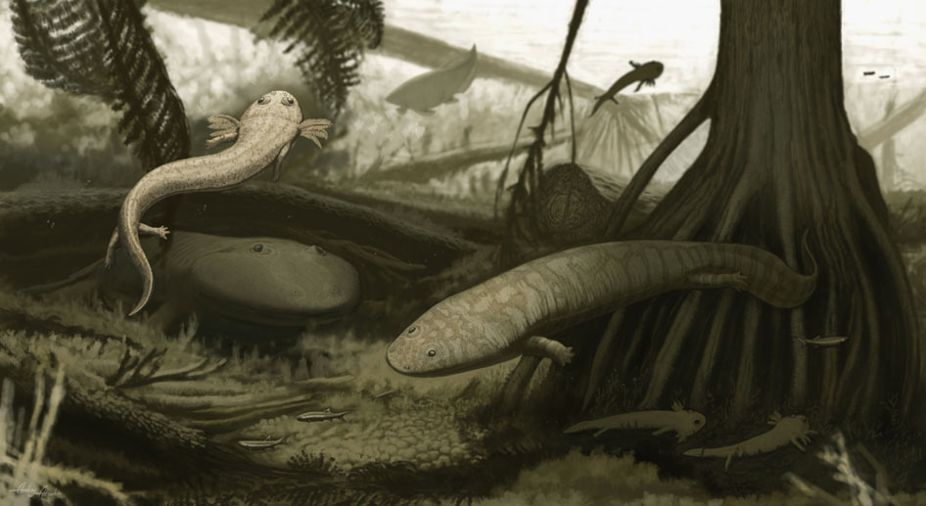
Ricostruzione di Timonya (in avanti, a sinistra) nel suo ambiente naturale, insieme al trimerorachide Procuhy (in avanti a destra) e a un grosso rinesuchide (in fondo a sinistra)

## Significato dei fossili
Il ritrovamento dei fossili di Timonya e di Procuhy, molto simili a forme nordamericane, indica che nel Permiano inferiore le faune di anfibi di acqua dolce erano ancora poco differenziate, e suggeriscono che vi fosse ancora un bioma tropicale uniforme; nel Permiano inferiore i continenti settentrionali e quelli meridionali erano ancora uniti in Pangea.

## Paleoecologia
Timonya viveva nelle acque costiere e alcaline di un lago tropicale, e probabilmente predava piccoli animali; Procuhy, di dimensioni maggiori, rappresentava probabilmente la fascia di predatori di medie dimensioni, mentre l'anfibio gigante Prionosuchus, noto nella stessa formazione, era il superpredatore del lago ma viveva in acque più profonde e in una zona più centrale.